# Gomphocarpus fruticosus
Espèce
Classification APG III (2009)
Gomphocarpus fruticosus est une espèce de plantes à fleurs de la famille Asclepiadaceae, selon la classification classique, des Apocynaceae, selon la classification phylogénétique. C'est un faux cotonnier. Son nom français est Arghel.

## Caractéristiques
L'arghel est un arbrisseau vivace, qui se présente sous forme d'une tige érigée pouvant atteindre 2 mètres de haut. Son suc laiteux est vénéneux. Les feuilles pointues, à bord enroulé, vertes sur les deux faces, se présentent sur la tige par 3 en verticille, à pétiole court et peuvent atteindre 10 cm de long pour 1 cm de large. Les inflorescences apparaissent aux aisselles des feuilles supérieures, en ombelle, à long pédoncule et recourbées. L'époque de floraison se situe de mai à septembre.
Les fruits se présentent sous forme de capsules gonflées, avec des piquants souples. Ils sont longs de 4 à 6 cm.
Utilisation médicinale : courant sur les Hautes Terres de Madagascar (jachères, bordures de cours d'eau), utilisé comme abortif et pour soigner les maux de dents.

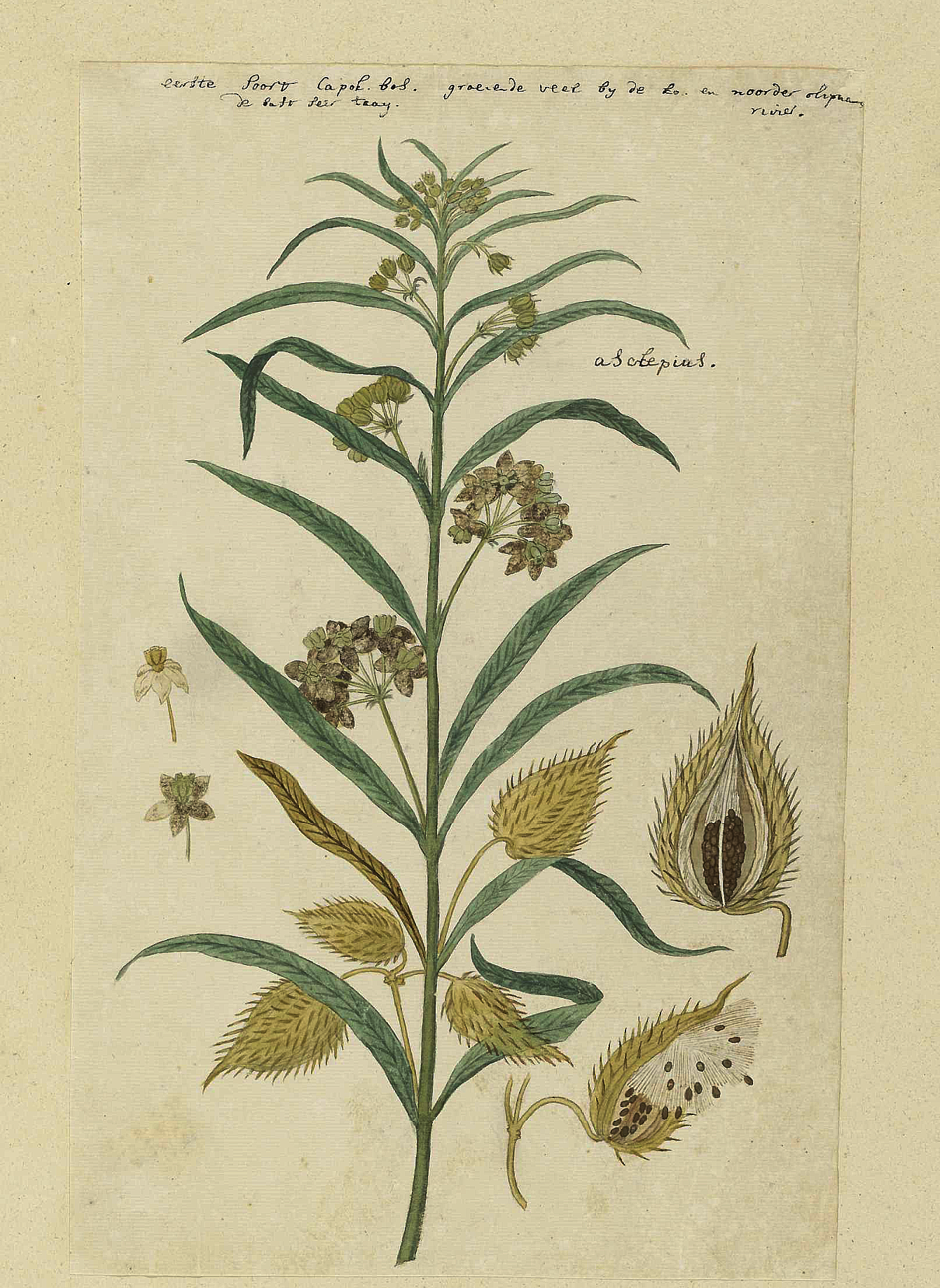
Planche botanique de la fin du XVIIIe siècle.
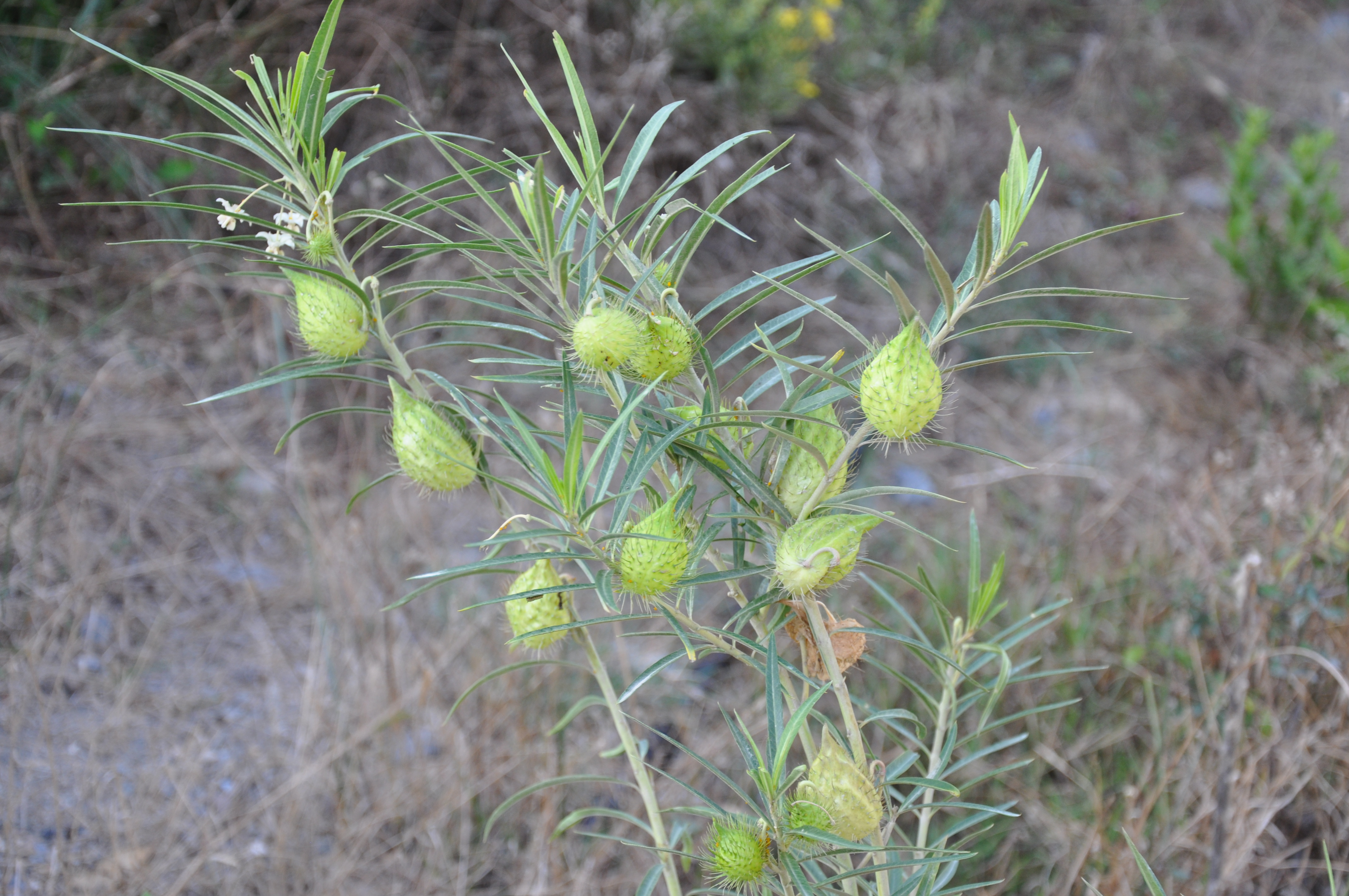
Vue d'ensemble de la plante.
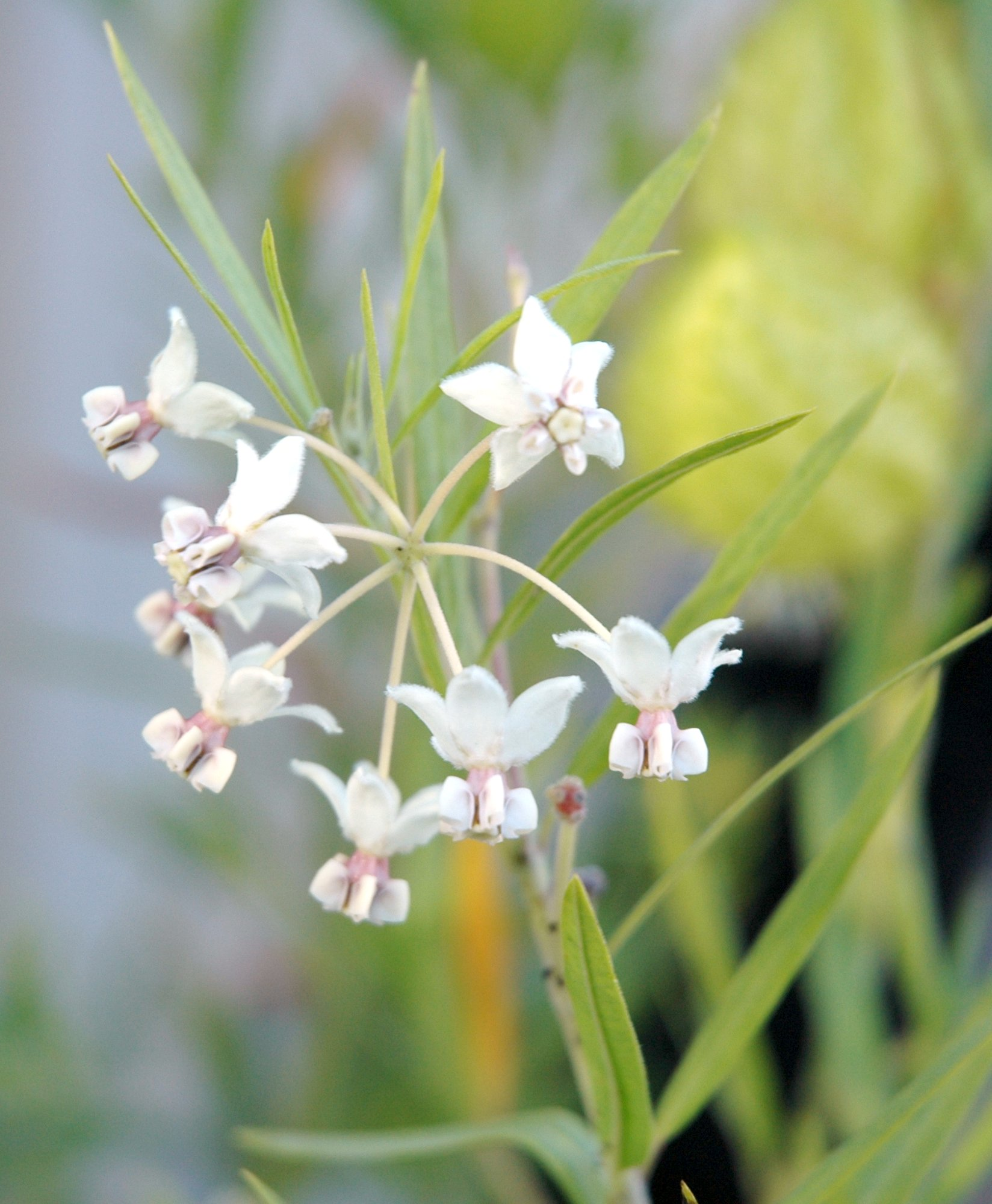
Inflorescence.
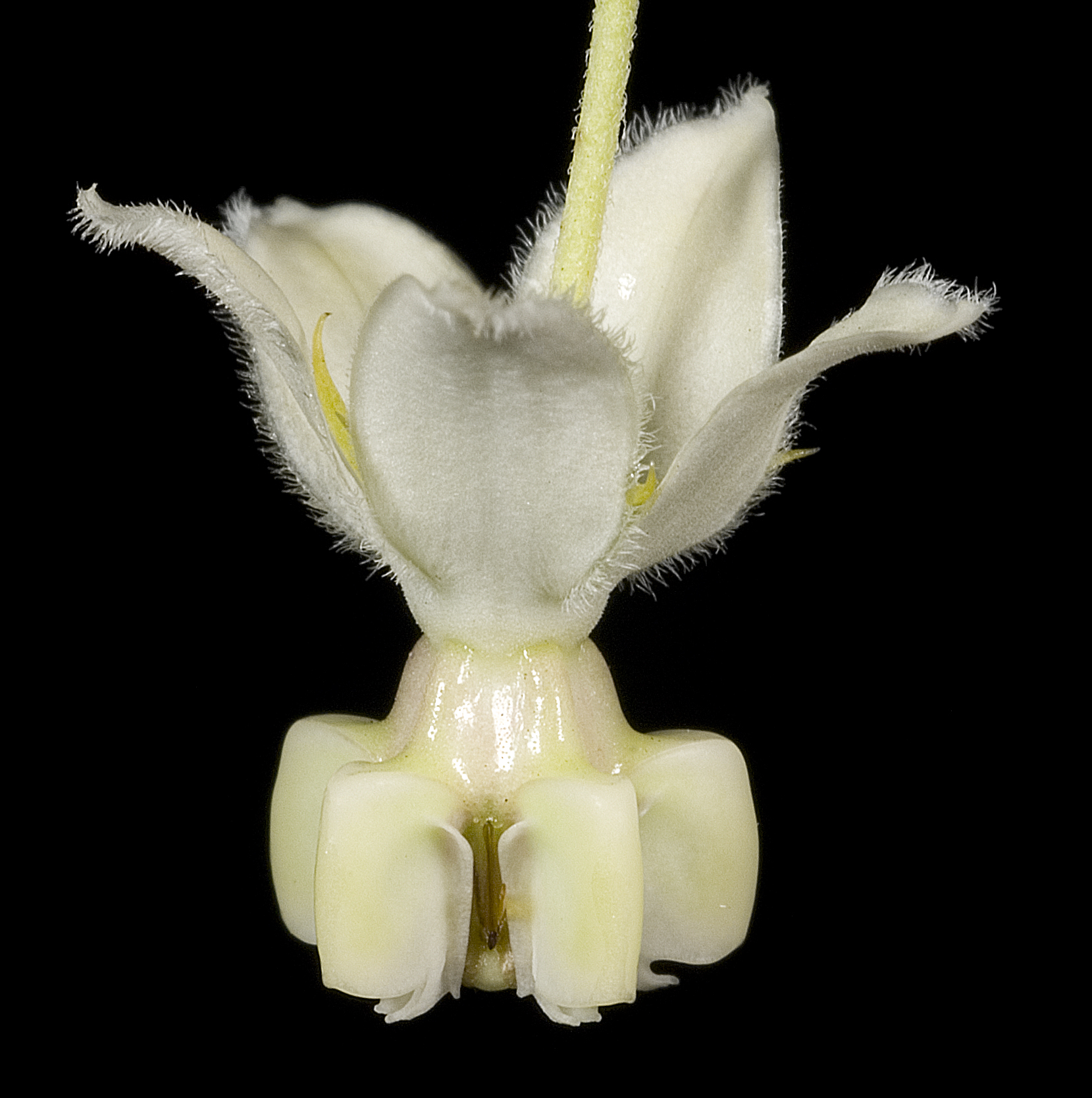
Fleur.
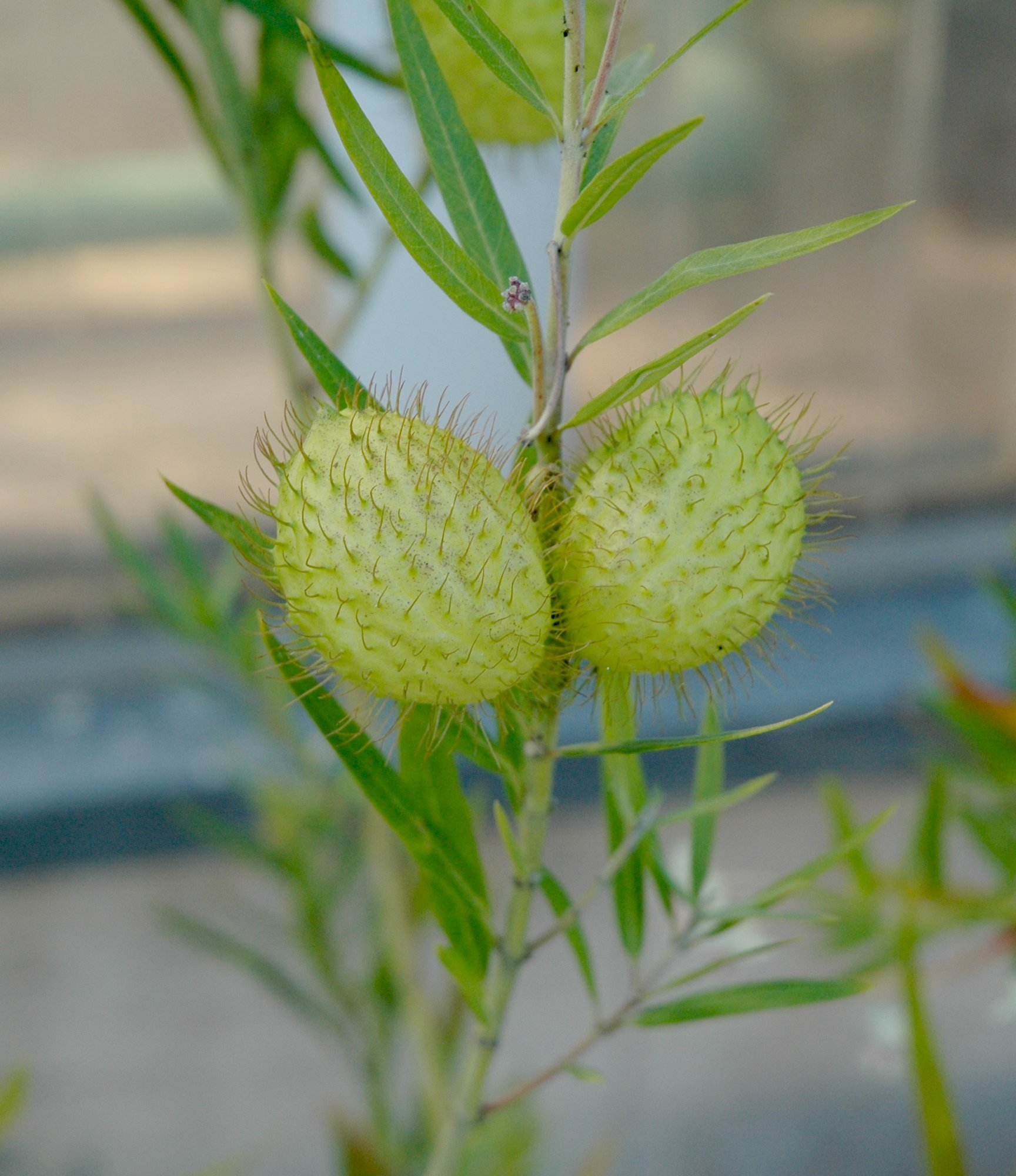
Fruits adultes.
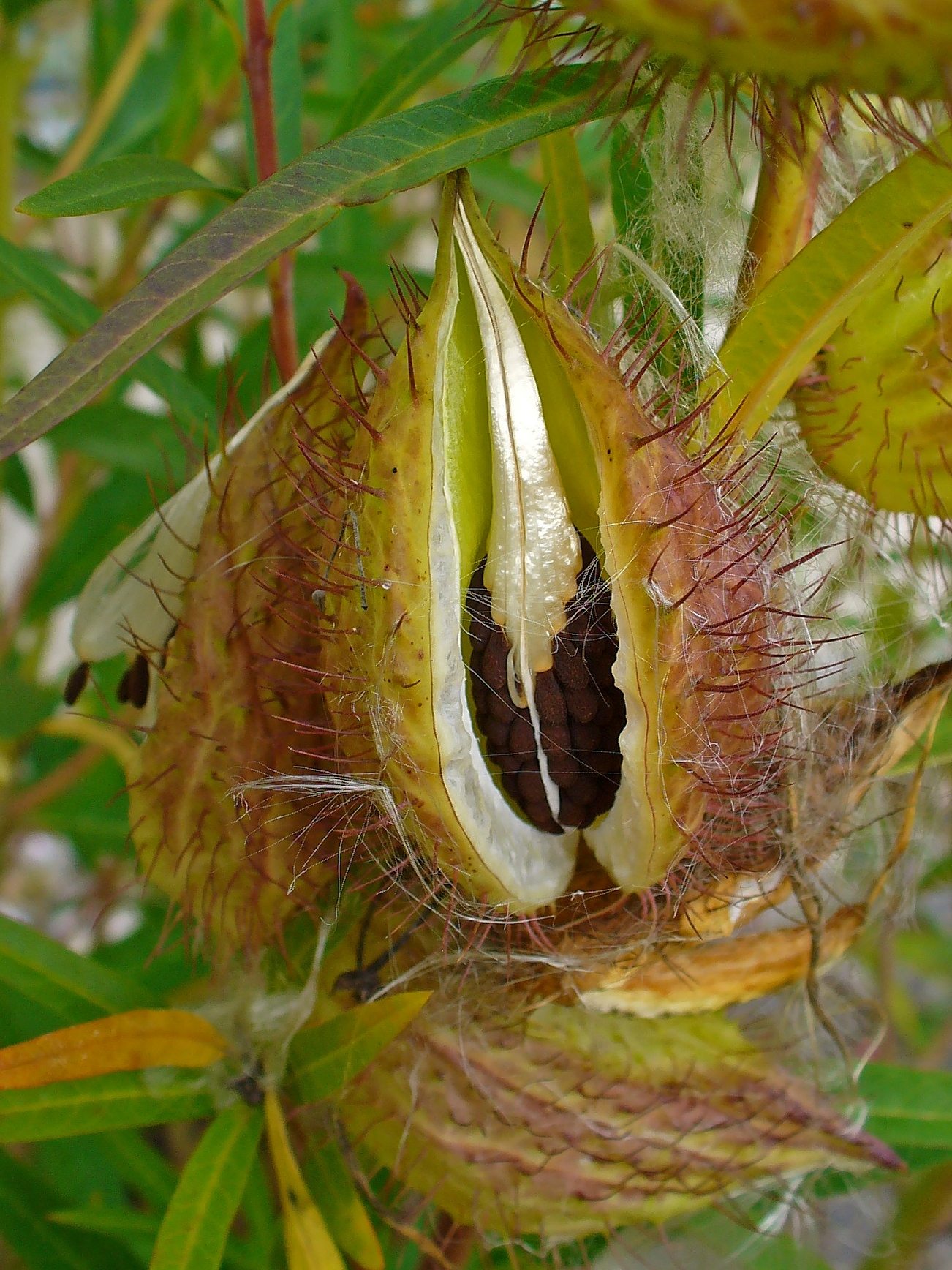
Fruit et graines.
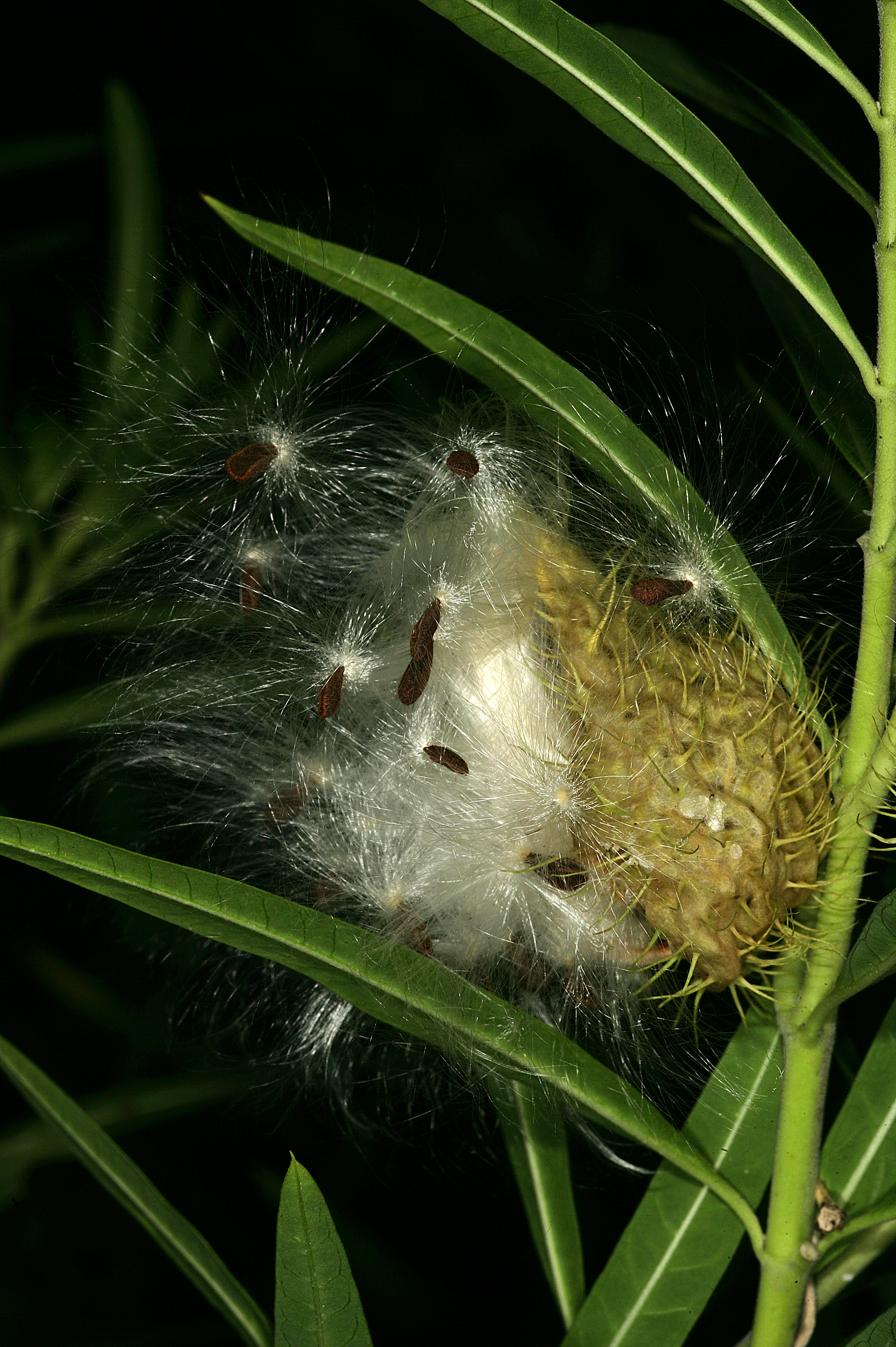
Fruit mature.
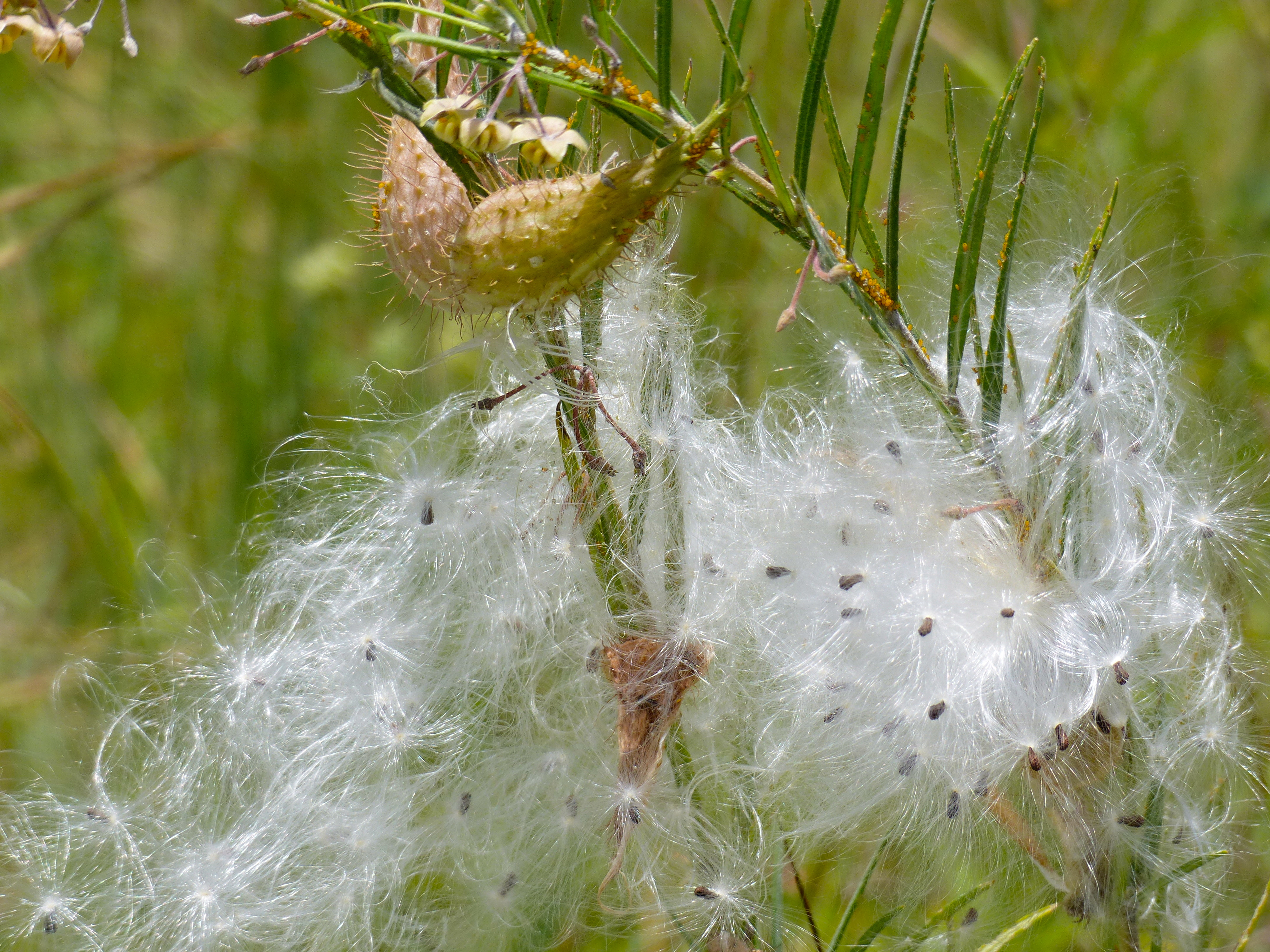
Graines.

## Habitat
C'est une plante originaire d'Afrique du Sud, introduite à des fins ornementales. Elle est redevenue sauvage, répandue en des endroits humides, sableux, sur les rives de cours d'eau ou proche de la côte.

## Distribution
Origine Afrique du Sud, Méditerranée.

## Systématique
Synonymes :
- Asclepias fruticosa  L.
- Asclepias salicifolia  Salisb.